# Tommy Hart
Tommy Hart (Macon, Georgia; 7 de noviembre de 1944-21 de noviembre de 2024) fue un jugador, coach y ejecutivo estadounidense de fútbol americano que jugó trece temporadas con tres equipos en la NFL en la posición de defensive end, fue a un Pro Bowl como jugador y ganó tres super Bowl como coach.

## Carrera

### Jugador
A nivel universitario jugó con Morris Brown Wolverines tanto a la defensiva como a la ofensiva, aunque también hizo su intento para ser pateador de despeje y en atletismo. Fue tres veces seleccionado dentro del mejor equipo de la conferencia y en su último año fue seleccionado en el segundo equipo NAIA All-American. Fue seleccionado como integrante del State of Georgia Sports Hall of Fame en 1993.
Hart fue seleccionado por los San Francisco 49ers en la décima ronda (261° global) en el draft de NFL/AFL de 1968. Fue seleccionado a un Pro Bowl en 1976, luego de que registró 16 capturas en la temporadas, 6 seis de ellas en un solo partido ante Los Angeles Rams. En 1972 tuvo 17 campturas y por ello tuvo una mención honorífica para el All-NFC. De 1972 a 1976 ganó el Len Eshmont Award, el más grande honor de los 49ers que se le da al mejor jugador de cada temporada. Fue cambiado a los Chicago Bears antes del inicio de la temporada de 1978, donde jugó las siguientes dos temporadas para luego retirarse con los New Orleans Saints en 1980.

### Coach
En 1989 fue contratado como asistente de línea defensiva de los San Francisco 49ers dirigidos por Bill Walsh. Fue parte de tres títulos de Super Bowl. En 1985 pasó a ser el entrenador de línea defensiva, año en el que el equipo registró 60 capturas, la segunda mayor cantidad en la historia del equipo. Después pasó a ser reclutador de los 49ers de 1992 a 1993.
En 1996 pasó a ser coach de defensive ends en los Dallas Cowboys y en 1998 pasó a ser reclutador de los Cowboys.